# بونتارلييه
بونتارلييه هي بلدية وواحدة من اثنتين المقاطعات الفرعية في إقليم دوبس الواقع ضمن منطقة بورغوني-فرانش-كونته في شرق فرنسا بالقرب من الحدود السويسرية.

## التاريخ
تقع بونتارلييه على محطة رومانية قديمة تُعرف باسم أريوليكا، في غاليا، وتظهر في الجداول على الطريق الممتد من أوربا (الحديثة أورب، كانتون فود، سويسرا) إلى فيسونتيو (الحديثة بيزانسون). وعلى الرغم من أن المسافات المذكورة في رحلة أنطونين لا تتطابق مع المسافات الحقيقية، إلا أن الجغرافي الفرنسي دانفيل أدرك وجود خطأ في نقل الأرقام. وسُمي الموقع "أبروليكا" في خريطة ثيودوسيوس، وهو ما أشار إليه ويليام سميث كخطأ محتمل في النسخ.
بعد غزو البرغنديين في القرن الخامس الميلادي، أصبحت بونتارلييه نقطة تجارية لا غنى عنها تربط مملكة بورغندي بـ سويسرا، ألمانيا أو لومبارديا. وحتى القرن السابع عشر، كانت تقع على أسهل طريق لعبور جبال جورا.
تُعد بونتارلييه واحدة من المحطات في طريق فيا فرانتشيجينا، الذي يُعتبر الآن طريقاً مشياً إلى روما، وينطلق من كانتربري في إنجلترا. وتُسجل المحطة في اليوم 57 من رحلة سيغريك الجاد، رئيس أساقفة كانتربري، أثناء عودته من روما عام 990 ميلادياً، بعد أن تسلم الباليوم، وهو رمز رتبته. وما زالت المناقشات مستمرة حول ما إذا كان قد عبر الجورا من اتجاه إيفردون ليه باين إلى الجنوب الشرقي أو عبر وادٍ من جوين إلى الجنوب.
ذُكرت مدينة بونتارلييه بإيجاز في رواية فيكتور هوجو البؤساء. كانت هذه المدينة هي التي كان على السجين جان فالجان أن يُبلغها بعد إطلاق سراحه وفق شروط الإفراج المشروط. كسر هذه التعليمات يُعد نقطة تحول رئيسية في الرواية، ويخلق تعقيدات كبيرة لشخصية فالجان في القصة لاحقاً. كما تعد المدينة الموقع الرئيسي لفيلم فرنسي من عام 1962 بعنوان المحلف السابع.
اشتهرت بونتارلييه بإنتاج الأبسينث حتى حظره عام 1915. بعد ذلك، تحولت مصانع التقطير إلى إنتاج نوع معين من الباستيس يُعرف باسم "بونتارلييه". ومع رفع الحظر جزئياً في تسعينيات القرن الماضي، عادت مصانع التقطير في بونتارلييه إلى إنتاج الأبسينث مجدداً.

## النقل
تحتوي البلدية على محطة قطار قالب:اسم محطة، تقع على خطي فراسن–ليه فيريير ونوشاتيل–بونتارلييه بين فرنسا وسويسرا.

## شخصيات بارزة
- سيباستيان رال (1652–1724)، مبشر ولغوي.
- شارل أنطوان موران، جنرال نابليوني.
- هنري لويس بيرنو (fr)، مقطر.
- إدغار فور، عضو الأكاديمية الفرنسية، رئيس مجلس المدينة وعمدة.
- فيليب غرينيه، طبيب وأول عضو مسلم في البرلمان الفرنسي.
- كزافييه مارمييه، كاتب وشاعر.
- روبرت فرنييه، رسام.
- بيير بيشيه (fr)، رسام.
- فنسنت ديفراسني، رياضي في رياضة البياثلون.
- فلورنس بافريل-روبير، رياضية في رياضة البياثلون.

## المعالم

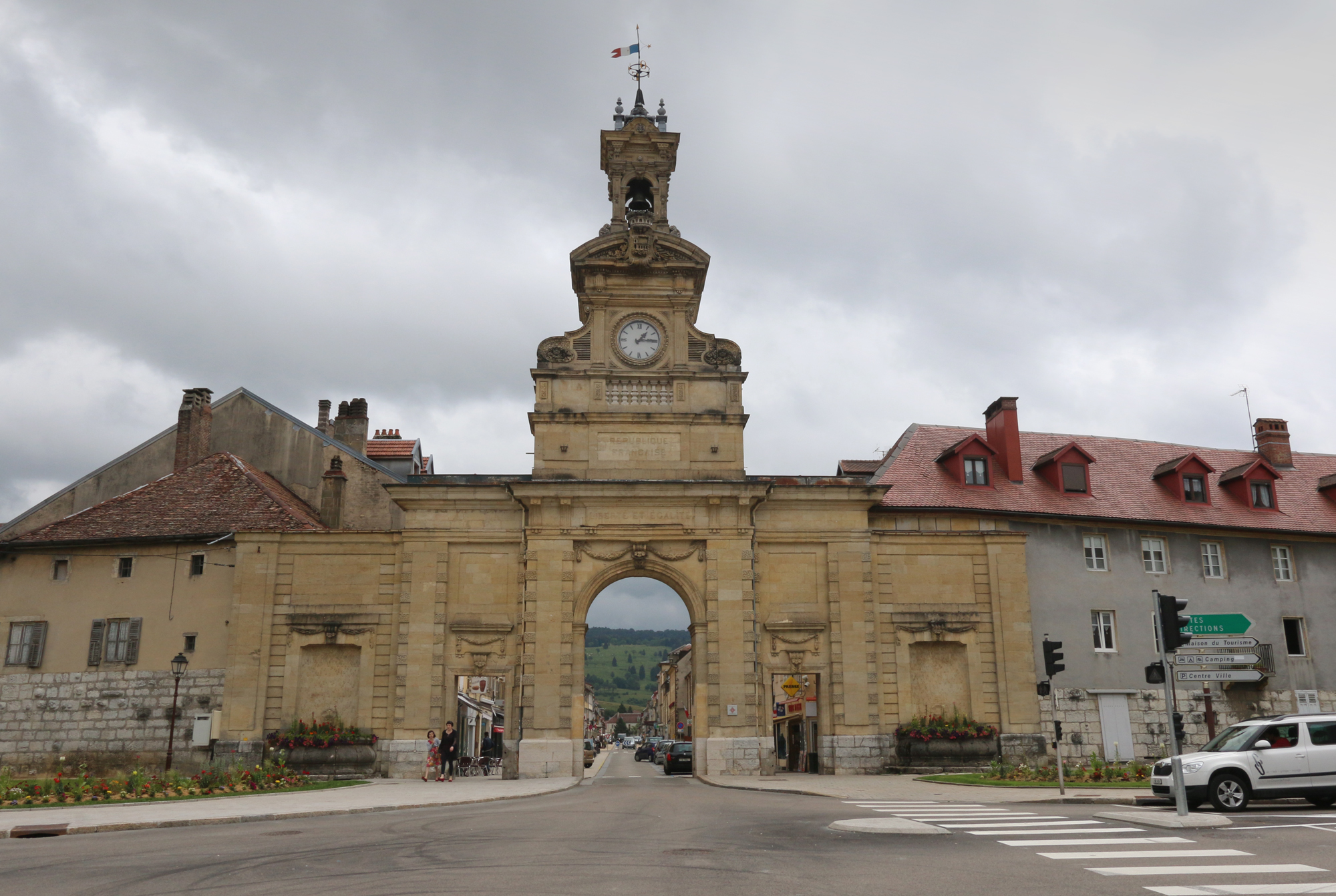
قوس النصر عند بوابة سان بيير

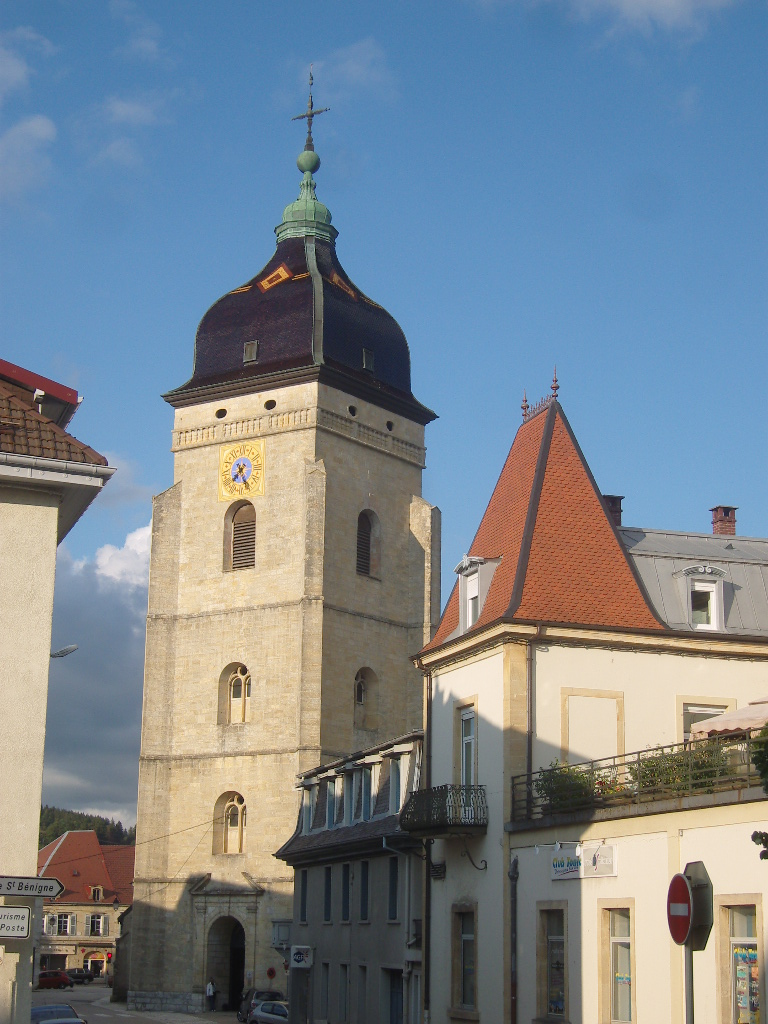
كنيسة سانت بينين

- قوس النصر عند بوابة سان بيير (القرن الثامن عشر).
- زجاج ملون صممه الرسام ألفريد مانيسيه عام 1976 في كنيسة سانت بينين، وهي كنيسة تعود إلى القرن السابع عشر وتمزج بين الأساليب الرومانسكية والقوطية والفرانش-كونتية. تم بناؤها أصلاً في القرن الحادي عشر وأعيد بناؤها بشكل كبير بين 1651 و1666 بعد الأضرار التي لحقت بها أثناء حرب الثلاثين عامًا. تحتوي الكنيسة على برج جرس مميز تعلوه قبة إمبراطورية، وهي نموذجية للمنطقة. لا تزال مكان عبادة نشط ونصب تاريخي.
- حصن جوي (بين القرنين الحادي عشر والتاسع عشر).

## العلاقات الدولية
توأمة بونتارلييه:
- سويسرا إيفردون ليه باين، سويسرا[6]
- ألمانيا فيلينغن-شفينغن، ألمانيا.
- إسبانيا زاراوتز، إسبانيا.

## المناخ
قالب:صندوق معلومات طقس

## روابط خارجية
- موقع المجلس البلدي بالفرنسية
- موقع نادي الطيران ببونتارلييه بالفرنسية